# 2 Trumpets
2 Trumpets è un album di Art Farmer e Donald Byrd, pubblicato dalla Prestige Records nel 1956. Il disco fu registrato il 3 agosto del 1956 al Van Gelder Studio di Hackensack, nel New Jersey (Stati Uniti).

## Tracce
Lato A
1. The Third – 7:37 (Donald Byrd)
2. Contour – 7:35 (Kenny Drew)
3. When Your Lover Has Gone – 5:10 (Einar A. Swan)

Lato B
1. Dig – 14:26 (Miles Davis)
2. 'Round Midnight – 6:39 (Monk, Williams, Hanighen)

## Musicisti
- Art Farmer  - tromba (brani: A1, A2, A3 e B1)
- Donald Byrd  - tromba (brani: A1, A2, B1 e B2)
- Jackie McLean  - sassofono alto (brani: A1, A2 e B1)
- Barry Harris  - pianoforte
- Doug Watkins  - contrabbasso
- Art Taylor  - batteria[2]